# Verizon Ladies First Tour
Il Verizon Ladies First Tour è stato il tour nordamericano delle cantautrici statunitensi Beyoncé, Alicia Keys e Missy Elliott, a supporto dei loro rispettivamente primo, secondo e quinto album in studio, Dangerously in Love, The Diary of Alicia Keys e This Is Not a Test!.

## Scaletta

### Missy Elliott
1. Untitled (contiene elementi di Gossip Folks e di Emerald City Sequence)
2. Let Me Fix My Weave
3. I'm Really Hot
4. Get Ur Freak On
5. Pass That Dutch
6. Work It
7. One Minute Man
8. Hot Boyz
9. Medley: Hit Em wit da Hee / Beep Me 911 / Sock It 2 Me / The Rain (Supa Dupa Fly)

### Alicia Keys
1. Harlem's Nocturne
2. Karma
3. Heartburn
4. A Woman's Worth
5. Venetian Boat Song
6. How Come U Don't Call Me
7. Medley: Never Felt This Way (Interlude) / Butterflyz / Goodbye / Never Can Say Goodbye / Night and Day
8. If I Ain't Got You
9. So Simple
10. Slow Down (contiene elementi di Coming Home to You)
11. Diary
12. Fallin'
13. You Don't Know My Name

### Beyoncé
1. Untitled
2. Baby Boy
3. Naughty Girl (contiene elementi di Nasty Girl)
4. Me, Myself and I
5. Say My Name"
6. Medley: Independent Women Part I / Bootylicious / '03 Bonnie & Clyde / Jumpin' Jumpin' / Survivor
7. DJ Set
8. Hip Hop Star
9. Gift from Virgo
10. Be with You
11. Speechless
12. Summertime
13. Dangerously in Love

Encore
1. Crazy in Love

## Date del tour
| 280.865 / 515.049 (55%) |
| ----------------------- |

| $19.177.889 |
| ----------- |

## Festival
| 18 marzo 2004 | Houston | Stati Uniti | Reliant Stadium | Spring Break Stampede |